# Leave (Get Out)
Leave (Get Out) (englisch für „Hau ab (Raus hier)“) ist ein Lied der US-amerikanischen Sängerin und Schauspielerin JoJo aus dem Jahr 2004.

## Entstehung und Veröffentlichung
Das Lied wurde gemeinsam von Alex Cantrall, Kenneth Karlin, Carsten Schack (Soulshock) und Philip White geschrieben beziehungsweise komponiert. Die Autoren Karlin und Schack zeichneten darüber hinaus für die Produktion verantwortlich.
Die Erstveröffentlichung von Leave (Get Out) erfolgte als Single am 24. Februar 2004 in den Vereinigten Staaten. Am 22. Juni 2004 erschien das Lied als Teil von Jojos selbstbetitelten Debütalbum, dessen erste Singleauskopplung es ist.

## Musikvideo
Das dazugehörige Musikvideo entstand unter der Regie von Erik White. Dieses wurde erstmals am 18. April 2018 auf YouTube hochgeladen und zählte bis September 2023 über 2,4 Millionen Aufrufe. Die Choreografie im Video stammte von Laurieann Gibson.

## Mitwirkende
| Liedproduktion - Alex Cantrall – Komposition, Liedtext - James Cruz – Mastering - Sean Hurley – Gitarre - Eric Jackson – Gitarre - Kenneth Karlin – Arrangement, Instrumentation, Komposition, Liedtext, Musikproduktion - Joanna Levesque (JoJo) – Gesang - Carsten Schack (Soulshock) – Abmischung, Arrangement, Instrumentation, Komposition, Liedtext, Musikproduktion - Philip White – Komposition, Liedtext | Musikvideo - Erik White – Regie - JoJo – Schauspielende Person (Highschool-Mädchen) Unternehmen - Black Ocean Records: Musiklabel |

## Kommerzieller Erfolg

### Chartplatzierungen
| ChartsChartplatzierungen       | Höchstplatzierung | Wochen |
| ------------------------------ | ----------------- | ------ |
| Deutschland (GfK)              | 9 (17 Wo.)        | 17     |
| Österreich (Ö3)                | 16 (23 Wo.)       | 23     |
| Schweiz (IFPI)                 | 5 (30 Wo.)        | 30     |
| Vereinigte Staaten (Billboard) | 12 (29 Wo.)       | 29     |
| Vereinigtes Königreich (OCC)   | 2 (11 Wo.)        | 11     |

| ChartsJahrescharts (2004)      | Platzierung |
| ------------------------------ | ----------- |
| Deutschland (GfK)              | 66          |
| Schweiz (IFPI)                 | 26          |
| Vereinigte Staaten (Billboard) | 40          |
| Vereinigtes Königreich (OCC)   | 36          |

### Auszeichnungen für Musikverkäufe
| Land/Region                  | Auszeichnungen für Musikverkäufe (Land/Region, Auszeichnung, Verkäufe) | Verkäufe  |
| ---------------------------- | ---------------------------------------------------------------------- | --------- |
| Australien (ARIA)            | Platin                                                                 | 70.000    |
| Neuseeland (RMNZ)            | Gold                                                                   | 5.000     |
| Vereinigte Staaten (RIAA)    | Gold                                                                   | 500.000   |
| Vereinigtes Königreich (BPI) | Gold                                                                   | 400.000   |
| Insgesamt                    | 2× Gold · 2× Platin ·                                                  | 1.175.000 |

## Coverversionen
- 2004: Die Schlümpfe – Kommt raus (Album: Schabernack im Schlumpfen-Schloss – Vol. 16)[20]